# Еленовка (Белогорский район)
Еле́новка (укр. Оленівка, крымскотат. Yelenovka, Еленовка) — село в Белогорском районе
Республики Крым, входит в состав Земляничненского сельского поселения (согласно административно-территориальному делению Украины — Земляничненского сельского совета Автономной Республики Крым).

## Население
| 2001 | 2014 |
| ---- | ---- |
| 29   | ↘19  |

Всеукраинская перепись 2001 года показала следующее распределение по носителям языка
| Язык             | Процент |
| ---------------- | ------- |
| русский          | 48.28   |
| крымскотатарский | 34.48   |
| украинский       | 17.24   |

### Динамика численности
| - 1889 год — 15 чел. - 1892 год — 7 чел. - 1902 год — 25 чел. - 1926 год — 15 чел. - 1939 год — 64 чел. | - 1989 год — 31 чел. - 2001 год — 29 чел. - 2009 год — 23 чел. - 2014 год — 19 чел. |

## Современное состояние
На 2017 год в Еленовке числится 1 улица — Подгорная; на 2009 год, по данным сельсовета, село занимало площадь 4,7 гектара на которой, в 15 дворах, проживало 23 человека. В селе находится Подгорное лесничество Белогорского лесного хозяйства.

## География
Еленовка находится на востоке района, в горах Внутренней гряды Крымских гор, на левой стороне долины Су-Индола. Село лежит у южного подножия горного массива Кубалач, высота центра села над уровнем моря — 320 м. Ближайшие сёла — Земляничное в 1,2 километрах южнее и Радостное — 1 км на восток по шоссе. Расстояние до райцентра — около 22 километров (по шоссе), до железнодорожной станции Феодосия — примерно 50 километров. Транспортное сообщение осуществляется по региональной автодороге 35К-003 Симферополь — Феодосия (по украинской классификации — P-23).

## История
Впервые в доступных источниках поселение встречается в «Памятной книге Таврической губернии 1889 года», по результатам Х ревизии 1887 года, согласно которой в Салынской волости Феодосийского уезда записана деревня Еленовка с 3 дворами и 15 жителями. На верстовой карте 1890 года деревня обозначена без указания числа дворов. По «…Памятной книжке Таврической губернии на 1892 год» в Еленовке, не входившей ни в одно сельское общество, числился 7 безземельных жителей, не имеющих домохозяйств. По «…Памятной книжке Таврической губернии на 1902 год» в экономии Еленовка, входившей в Коперликойское сельское общество, числилось 25 жителей, также домохозяйств не имеющих. По Статистическому справочнику Таврической губернии. Ч.II-я. Статистический очерк, выпуск пятый Феодосийский уезд, 1915 год, в имении Бровко Еленовка Салынской волости Феодосийского уезда числился 1 двор без населения.
После установления в Крыму Советской власти, по постановлению Крымревкома от 8 января 1921 года была упразднена волостная система и село вошло в состав вновь созданного Карасубазарского района Симферопольского уезда, а в 1922 году уезды получили название округов. 11 октября 1923 года, согласно постановлению ВЦИК, в административное деление Крымской АССР были внесены изменения, в результате которых округа ликвидировались, Карасубазарский район стал самостоятельной административной единицей и село включили в его состав. Согласно Списку населённых пунктов Крымской АССР по Всесоюзной переписи 17 декабря 1926 года, на хуторе Еленовка, Орталанского сельсовета Карасубазарского района, числилось 5 дворов, из них 2 крестьянских, население составляло 15 человек, из них 13 русских и 2 грека. (Согласно энциклопедическому словарю «Немцы России», в 1926 году в Еленовке проживал 61 человек, из которых было 28 немцев). По данным всесоюзная перепись населения 1939 года в селе проживало 64 человека. После освобождения Крыма, 12 августа 1944 года было принято постановление № ГОКО-6372с «О переселении колхозников в районы Крыма», по которому в район из Тамбовской и Курской областей РСФСР переселялись 1555 колхозников, а в начале 1950-х годов последовала вторая волна переселенцев из различных областей Украины. С 25 июня 1946 года Еленовка в составе Крымской области РСФСР, а 26 апреля 1954 года Крымская область была передана из состава РСФСР в состав УССР. Время переподчинения Богатовскому сельсовету пока не установлено: на 15 июня 1960 года село уже числилось в его составе, как и на 1977 год. С отнесением к Земляничненскому сельсовету пока нет ясности — известно, что совет был создан после 1 января 1977 года. По данным переписи 1989 года в селе проживал 31 человек. С 12 февраля 1991 года село в восстановленной Крымской АССР, 26 февраля 1992 года переименованной в Автономную Республику Крым. С 21 марта 2014 года в составе Крыма аннексирована Россией.